# Neil Loring

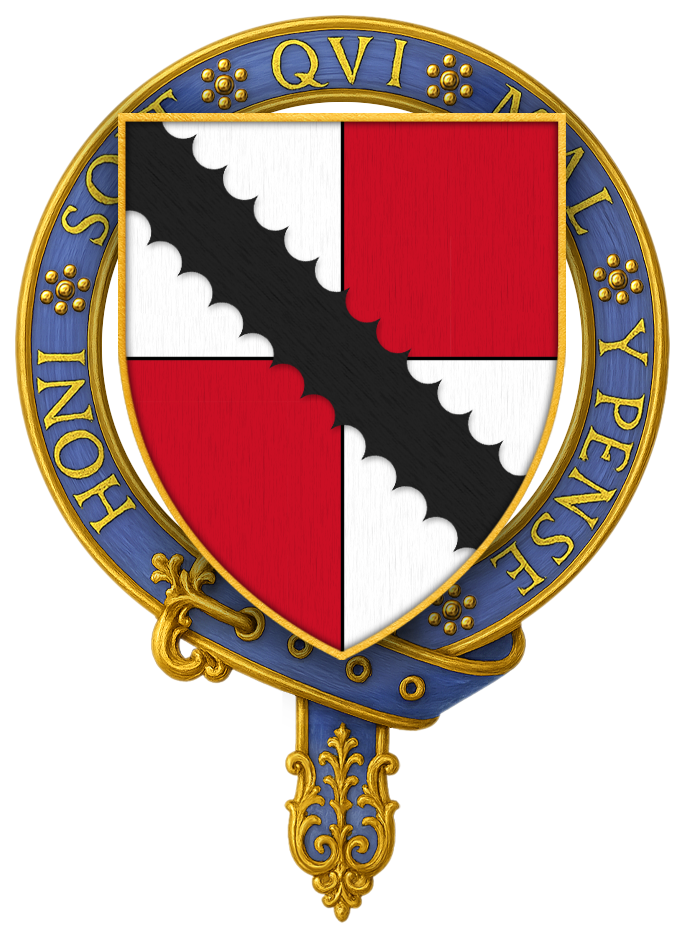
Wappen des Sir Neil Loring

Sir Neil Loring (auch Nigel, * um 1315; † 18. März 1386) war ein englischer Ritter im Hundertjährigen Krieg.

## Leben
Er war der Sohn des Roger Loring aus dessen Ehe mit Cassandra Perot. Sein Vater war Gutsherr von Chalgrave in Bedfordshire, mit dem seine Familie seit dem 12. Jahrhundert belehnt war.
Er trat offenbar bereits in jungen Jahren in königliche Dienste. In Anerkennung seiner Leistungen gewährte ihm König Eduard III. 1335, 1338 und 1339 Geldlehen. 1420 zeichnete er sich in der Seeschlacht von Sluis durch besondere Tapferkeit aus, woraufhin er zum Knight Bachelor geschlagen wurde und ein weiteres Geldlehen erhielt. 1342 diente er in der Bretagne und 1345 in Aquitanien. 1347 nahm er zusammen mit dem König an der Belagerung von Calais teil, und 1348 nahm ihn der König als Gründungsmitglied in den Hosenbandorden auf.
Im Dezember 1350 sandte ihn der König zu einer diplomatischen Mission in die Niederlande. 1351 war er Chamberlain des Prince of Wales, Edward of Woodstock, und Mitglied von dessen Rat. Er begleitete diesen 1353 nach Aquitanien, 1356 auf den Feldzug nach Poitiers und zeichnete sich dort bei einem Scharmützel bei Romorantin (29. August 1356) besonders aus. Nach der siegreichen Schlacht von Poitiers (19. September 1356) wurde er mit der Nachricht vom Sieg nach England zurückgesandt. Für seine Verdienste erhielt er ein weiteres Geldlehen sowie Ländereien in Wales. Im November 1359 Loring begleitete er den König auf dessen Feldzug nach Frankreich und nahm im Mai 1360 als Diplomat an den Verhandlungen zum Frieden von Brétigny teil. Von 1362 bis 1364 diente er erneut in Aquitanien und nahm 1367 am Spanienfeldzug des Prince of Wales sowie der Schlacht von Nájera teil. 1369 nahm er an der Belagerung von Domme teil. 1370 kämpfte er im Poitou.
1365 kehrte er nach England zurück und lebte auf seinem Gut in Chalgrave, das er in der Folgezeit ausbaute. Er starb 1386 und wurde in der Abteikirche von Dunstable bestattet.

## Ehe und Nachkommen
Er heiratete Margaret Beauple, Erbtochter des Ralph Beauple, Gutsherr von Cnubeston in Devon. Mit ihr hatte er zwei Töchter:
- Isabel Loring († 1400), ⚭ (1) Sir William Cogan († 1382), Gutsherr von Bampton in Devon, ⚭ (2) Robert Harrington, 3. Baron Harington (1356–1406);
- Margaret Loring, ⚭ Thomas Peyvre, Gutsherr von Toddington in Bedfordshire.

## Rezeption
Die Hauptfigur der historischen Romane Sir Nigel und The White Company von Sir Arthur Conan Doyle basiert lose auf Neil Loring.